# 青瓦台襲撃未遂事件
青瓦台襲撃未遂事件（せいがだいしゅうげきみすいじけん、朝鮮語: 청와대 습격미수사건、1.21 事態〈1.21じたい、1.21 사태〉）は、1968年1月21日に朝鮮民主主義人民共和国（北朝鮮）の特殊部隊により発生した大韓民国大統領府「青瓦台」（청와대、チョンワデ）への襲撃未遂事件である。
事件を引き起こした北朝鮮特殊部隊で唯一逮捕された隊員の名前から、金新朝事件（キム・シンジョじけん、김신조 사건）とも呼ばれる。

## 武力衝突の発生
1966年1月に韓国漁船が北朝鮮の魚雷艇に襲撃されて以来、同年11月と1967年4月には、北緯38度線で大規模な戦闘が発生し、南北の緊張は一触即発の状態であった。ソビエト連邦の情報部の分析では、これらの戦闘を扇動しているのは北朝鮮であった。
北朝鮮は1966年、朝鮮人民軍総参謀部偵察局内に対南工作を専門とした第283部隊を設立。内部粛清によって1967年8月12日に124部隊（のちに特殊第8軍団に改称、現在の軽歩兵教導指導局）に改編し、ゲリラ部隊を韓国に潜入させる準備を進めた。

## ゲリラ侵攻
1968年1月17日、青瓦台の襲撃による朴正煕大統領と閣僚の暗殺を狙って、第124部隊第1中隊第1小隊に所属する31名は、韓国軍第26師団の模擬制服で変装して休戦ラインを突破し、韓国領内に侵入した。この際、韓国市民に偶然遭遇しているが、身分証明書などで住所氏名等を教えさせ、「通報すれば一族もろとも消す」等と脅迫して口止めした上で解放した。この市民は、解放された後に警察へ通報した。
1月21日、ソウル市内に入ると、持参した日本製の背広とレインコートに着替え、青瓦台800メートル手前の北漢山まで侵入した。しかし、先の市民の通報によるゲリラ情報等により警戒中だった韓国当局に検問を受け、その場で自動小銃を乱射して逃亡。突入は阻止された。
韓国軍と警察部隊の2週間に及ぶ掃討作戦により、1名を逮捕、29名が射殺され、1名が自爆した。また射殺は27人で、1名から3名が逃亡したともいわれる。2名が重傷を負いながら軍事境界線を越えて帰国したという話もある。2週間の銃撃戦で韓国側は軍人・警察官と巻き添えの民間人の計68名が死亡した。
逮捕されたのは当時27歳の金新朝（朝: 김신조）少尉で、彼の供述により北朝鮮における特殊部隊の存在が明らかになった。また、「軍事独裁を敷く朴大統領が殺害されれば、韓国民衆は必ず労働者革命を起こす」と分析していたという。また、金はテレビカメラに向かって「私は朴正煕の首を取りにやってきた」と言い放ち、韓国国民に衝撃を与えた。

## 朴政権の対応
朴正煕大統領は事件直後、駐韓アメリカ大使に「北の奴等が私を殺しにきた」「北を攻撃しなければならない。2日で平壌まで進める」と、憤りをあらわにした。事件を北朝鮮が謝罪しない場合は、報復攻撃を行うべきとの書簡をリンドン・B・ジョンソン大統領に送った。
ところが、直後の1月23日にプエブロ号事件が発生する。アメリカ軍は報復のために空母を派遣するが、すでにベトナム戦争を戦っている中で、新たに朝鮮半島で軍事行動を起こす余力が無く、また北朝鮮と同盟関係にあったソ連と直接戦争に至る可能性を考慮して、ジョンソンは外交交渉を選んだ。アメリカ軍の援助を受けられないと知った朴は、軍の北進を断念した。
しかし朴は「われわれは日夜、このようにやられてばかりいるのか。何か方法はないのか。報復する方法が」と北朝鮮への対抗策を求め、政権内部での発言力を強めたかった大韓民国中央情報部の金炯旭部長が、金日成暗殺部隊の創設を決意した
これによって1968年4月に創設された空軍2325戦隊209派遣隊は、創設年月から通称「684部隊」と呼ばれ、青瓦台を襲撃した北朝鮮工作員の人数と同じ31人の隊員から構成された。部隊は仁川沖合の実尾島で訓練を受けることになったが、1970年以降南北融和の流れが加速したため、金日成の暗殺は現実的でなくなり、1971年に計画は撤回された。

完全に宙に浮いた存在となってしまった684部隊の待遇は悪化し、不満が増大した部隊員は1971年8月23日に叛乱を起こす。バスを乗っ取ってソウル市内に向けて進み、軍・警察との銃撃戦の末に自爆した（実尾島事件）。同事件は、後に『シルミド』として映画化されるなど、韓国国内で見直しが進んでいる。

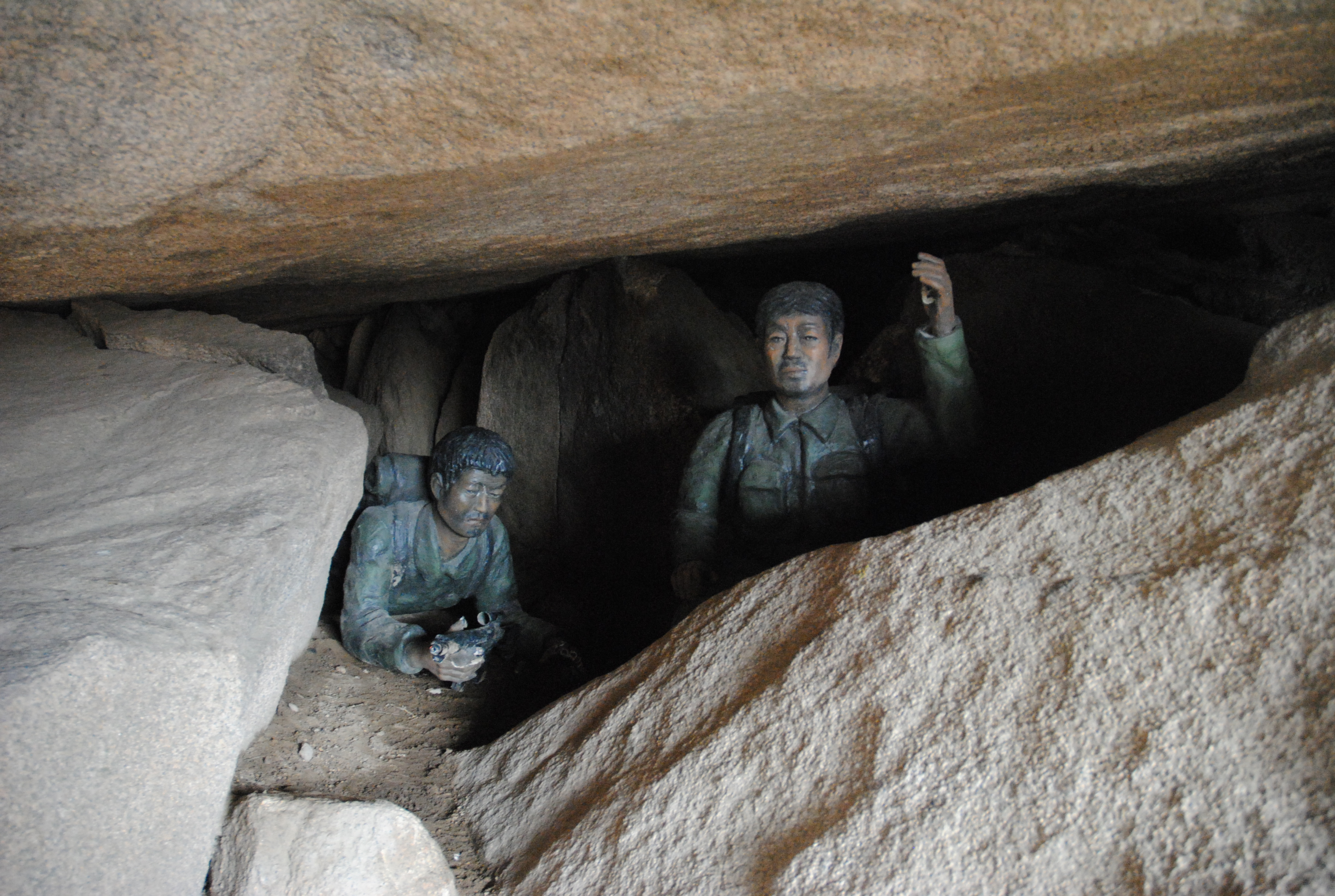
工作員が1月21日に身を潜めた、文殊峰と碑峰の間にある紗帽岩V字型洞窟には、工作員の人形が置かれている
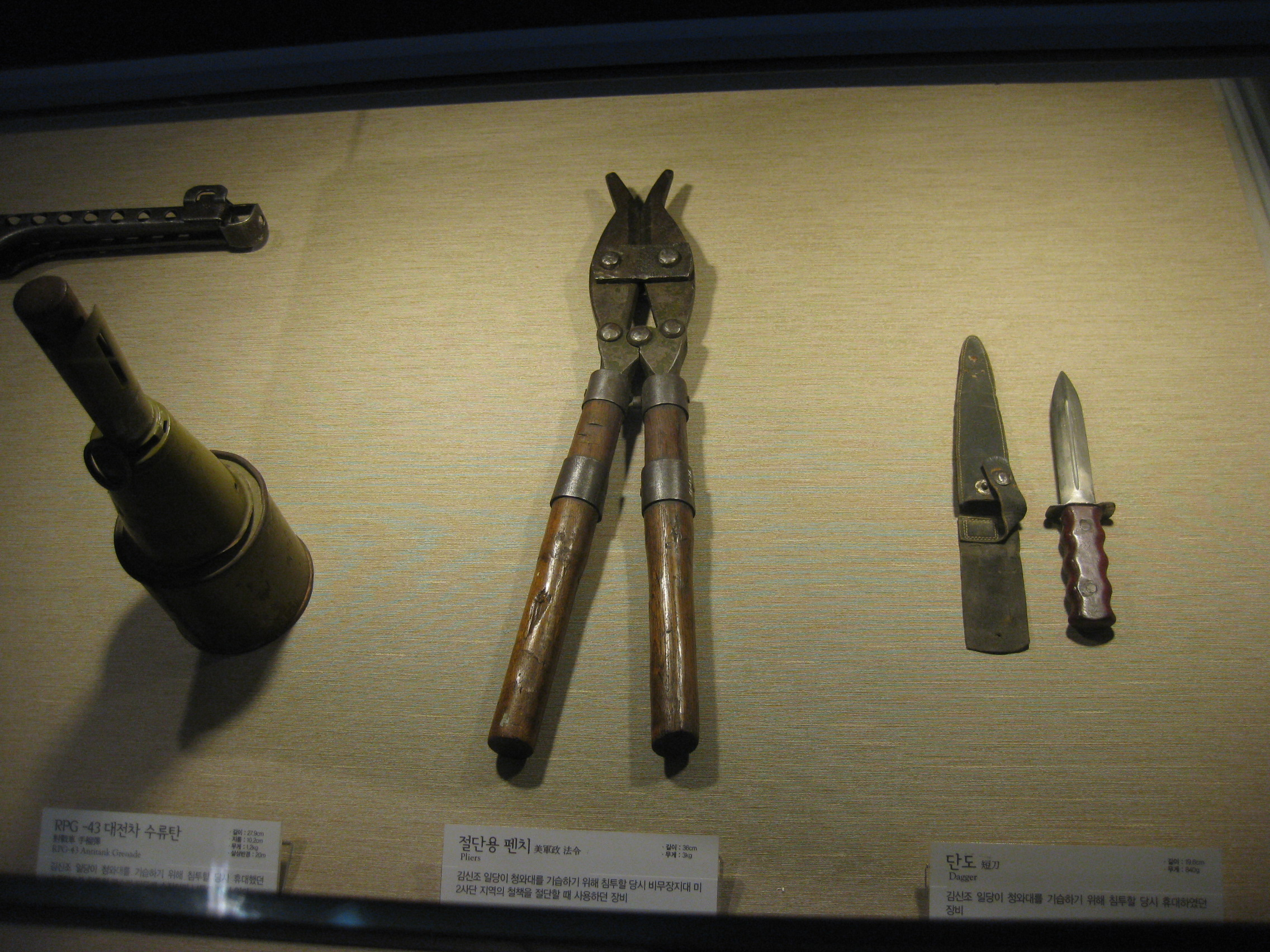
韓国侵入時に非武装地帯・米軍2師団の鉄柵を切断する時に使用したペンチ
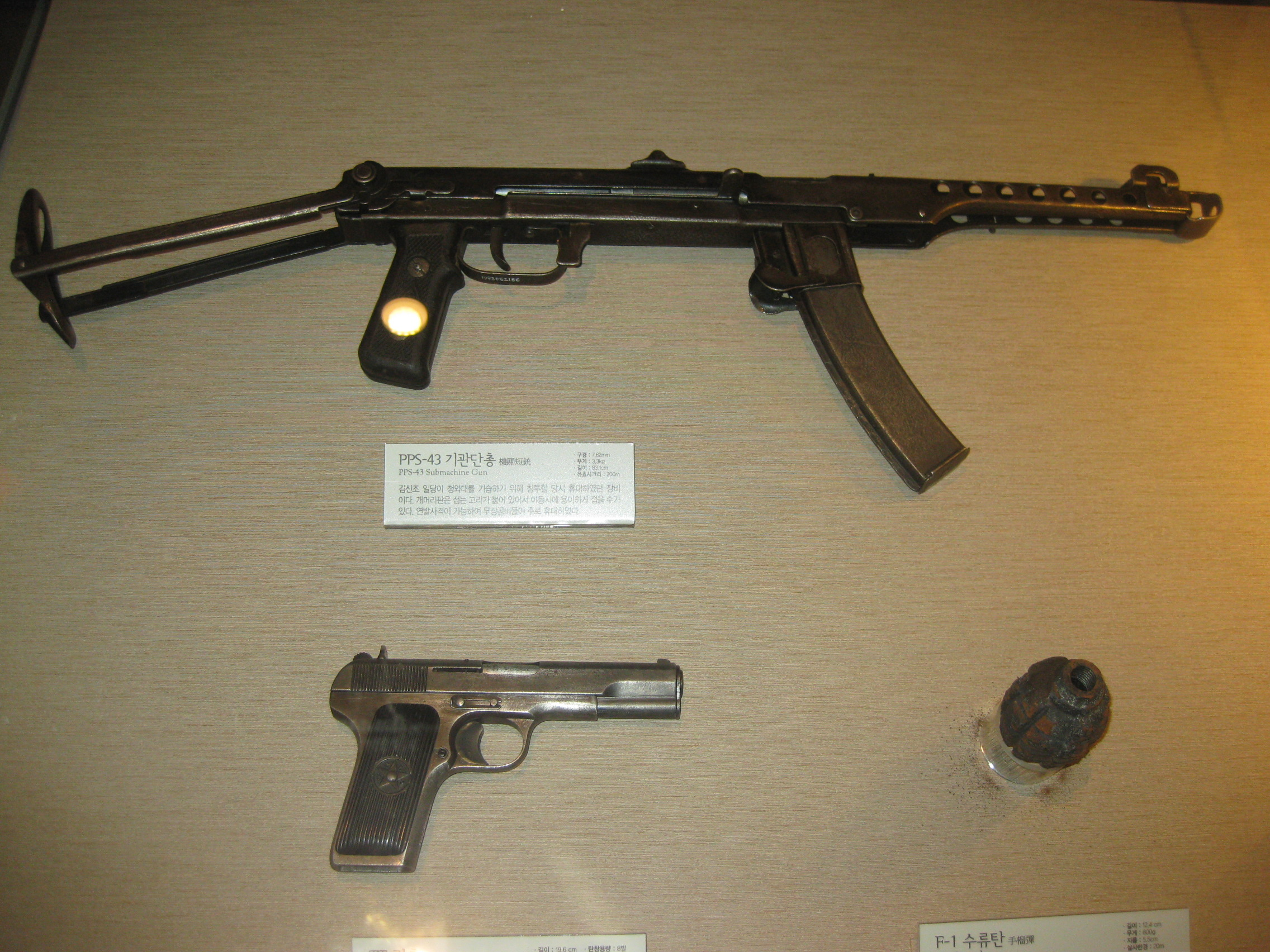
金新朝らが携帯したPPS短機関銃
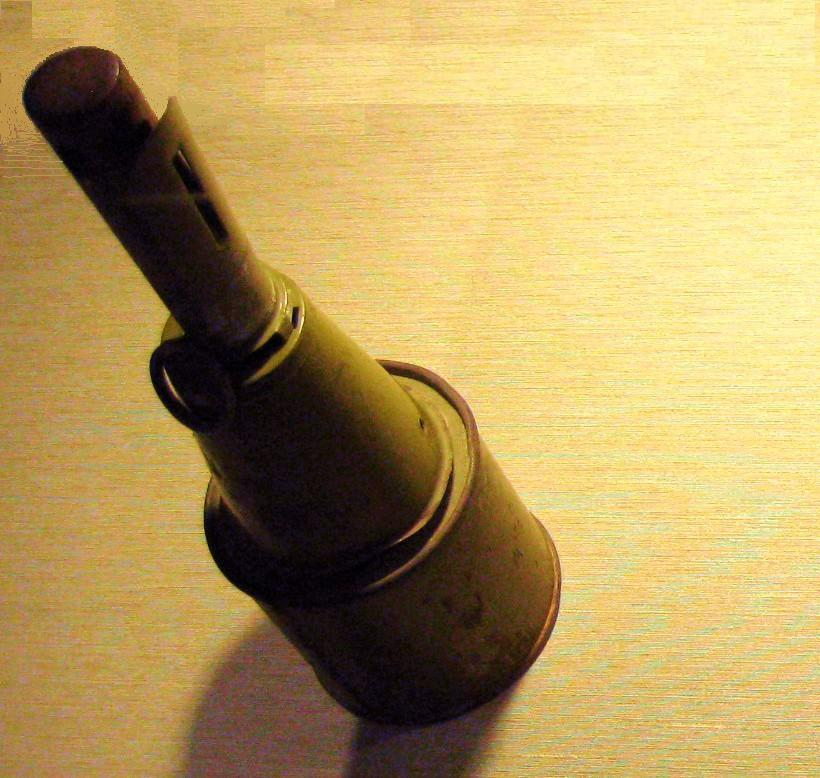
金新朝らが携帯したRPG-43対戦車手榴弾
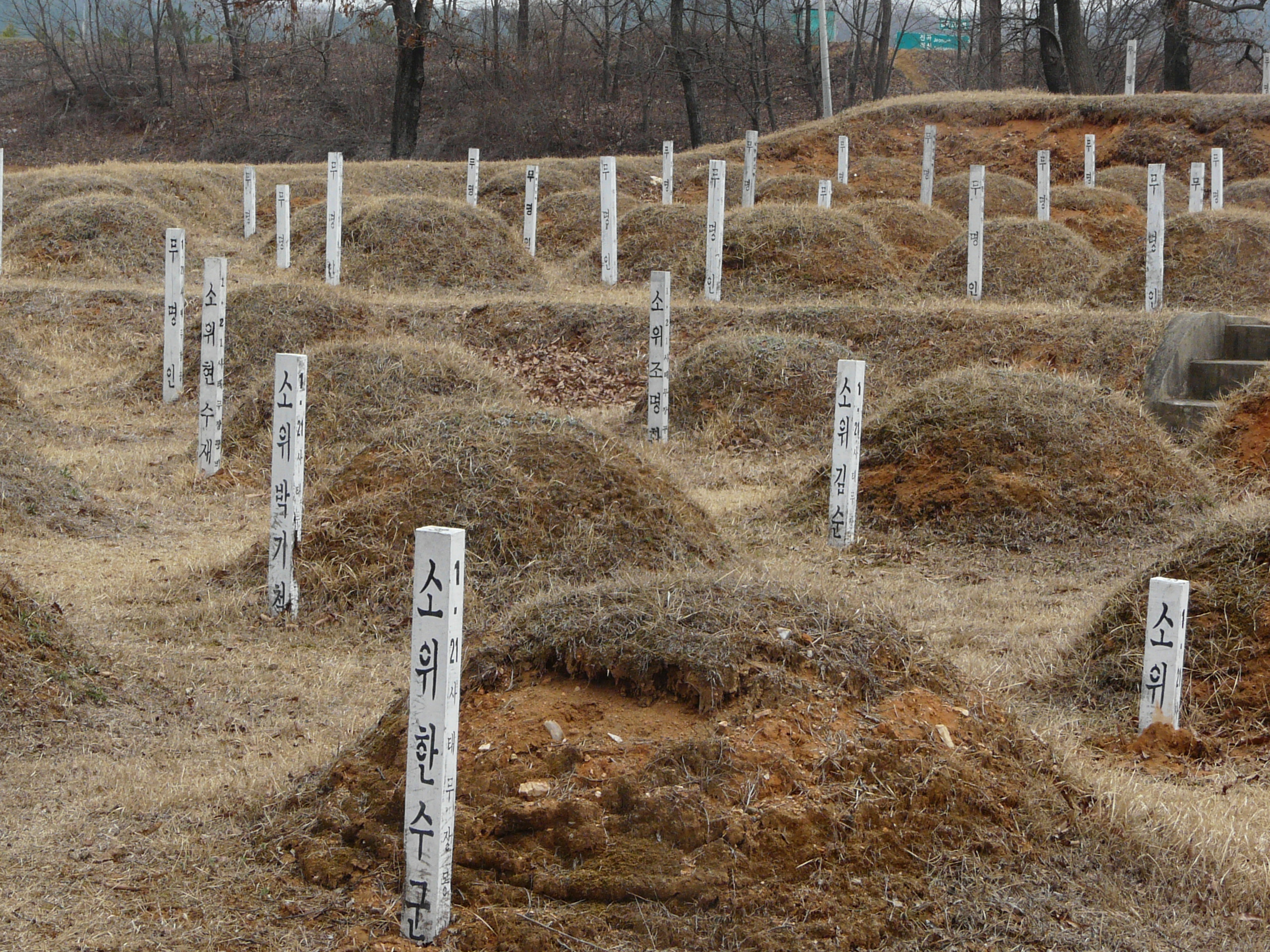
京畿道坡州市積城面沓谷里山55番地「敵軍墓地」にあるゲリラの墓（再整備前）
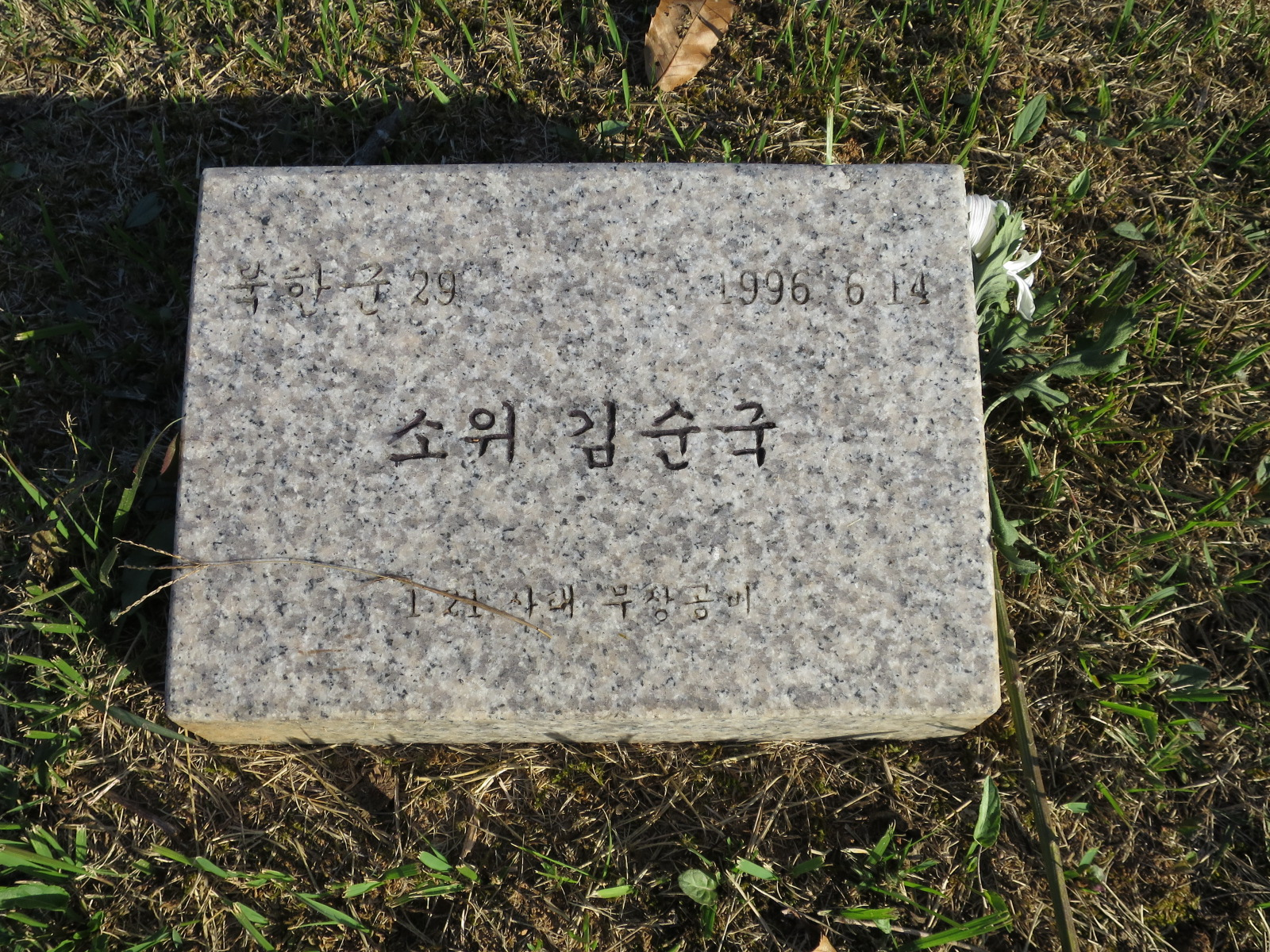
京畿道坡州市積城面沓谷里山55番地「敵軍墓地」にあるゲリラの墓（再整備後）
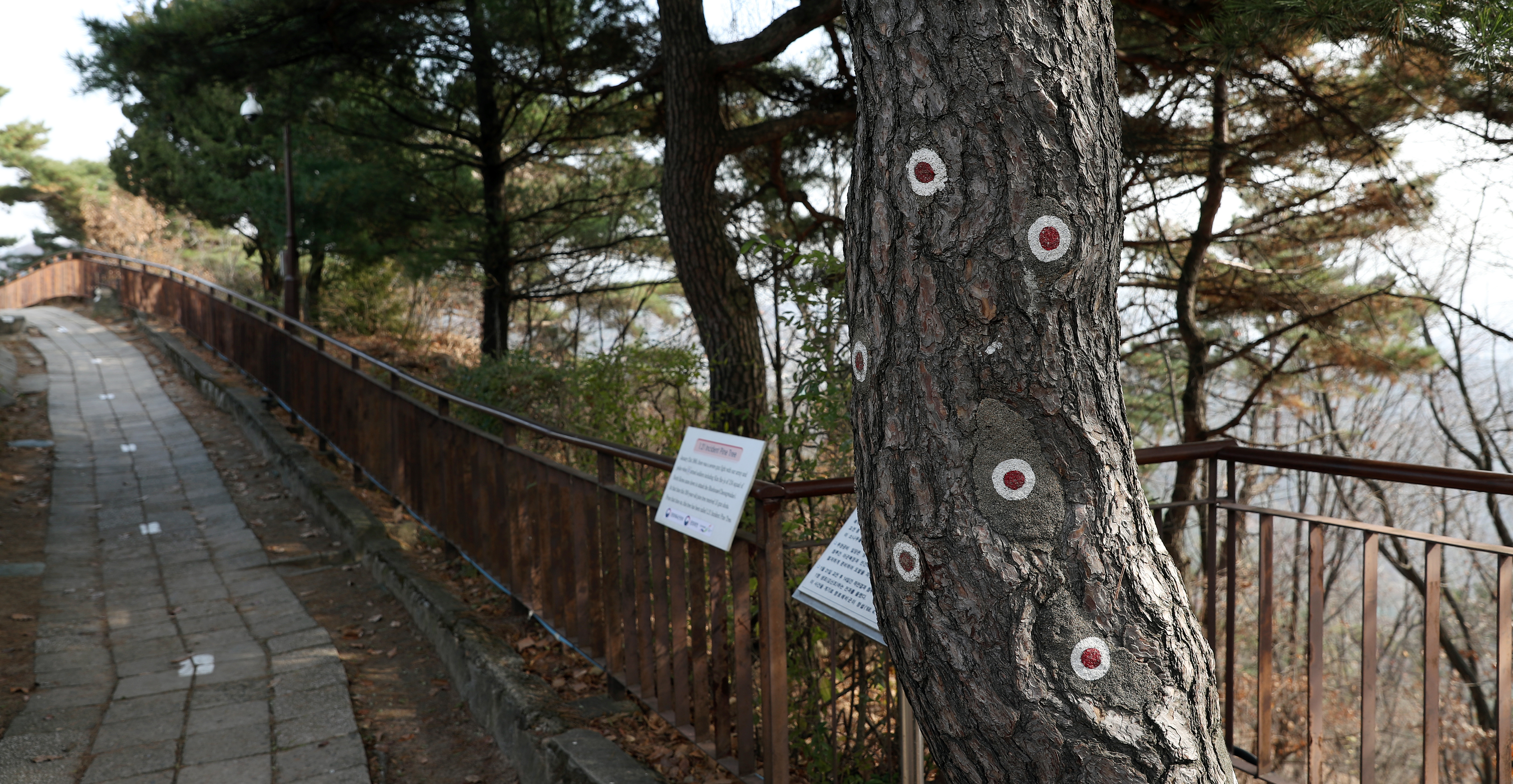
青瓦台襲撃未遂事件で被弾した松の木
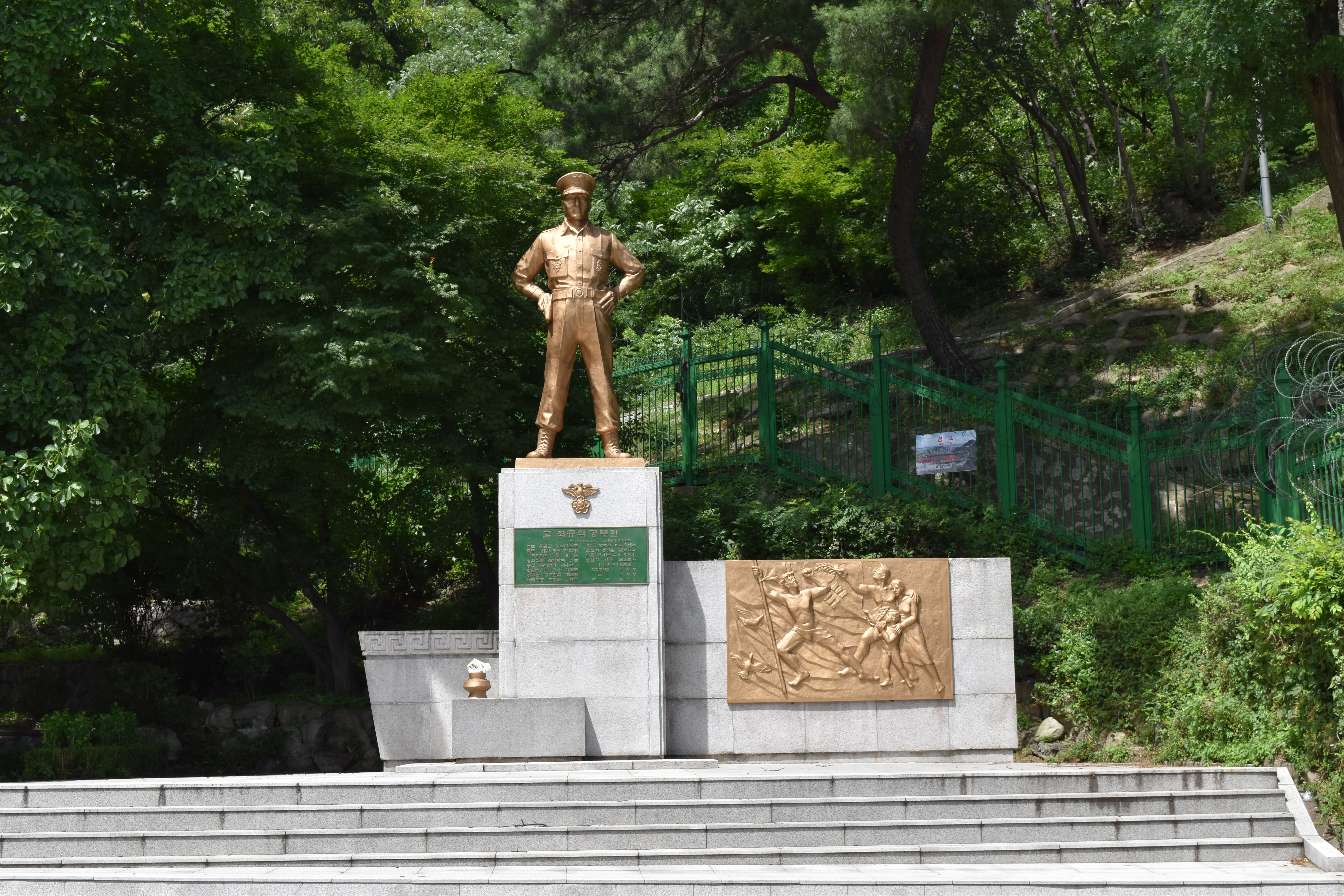
ゲリラに撃たれ亡くなった崔奎植像（鐘路警察署長）
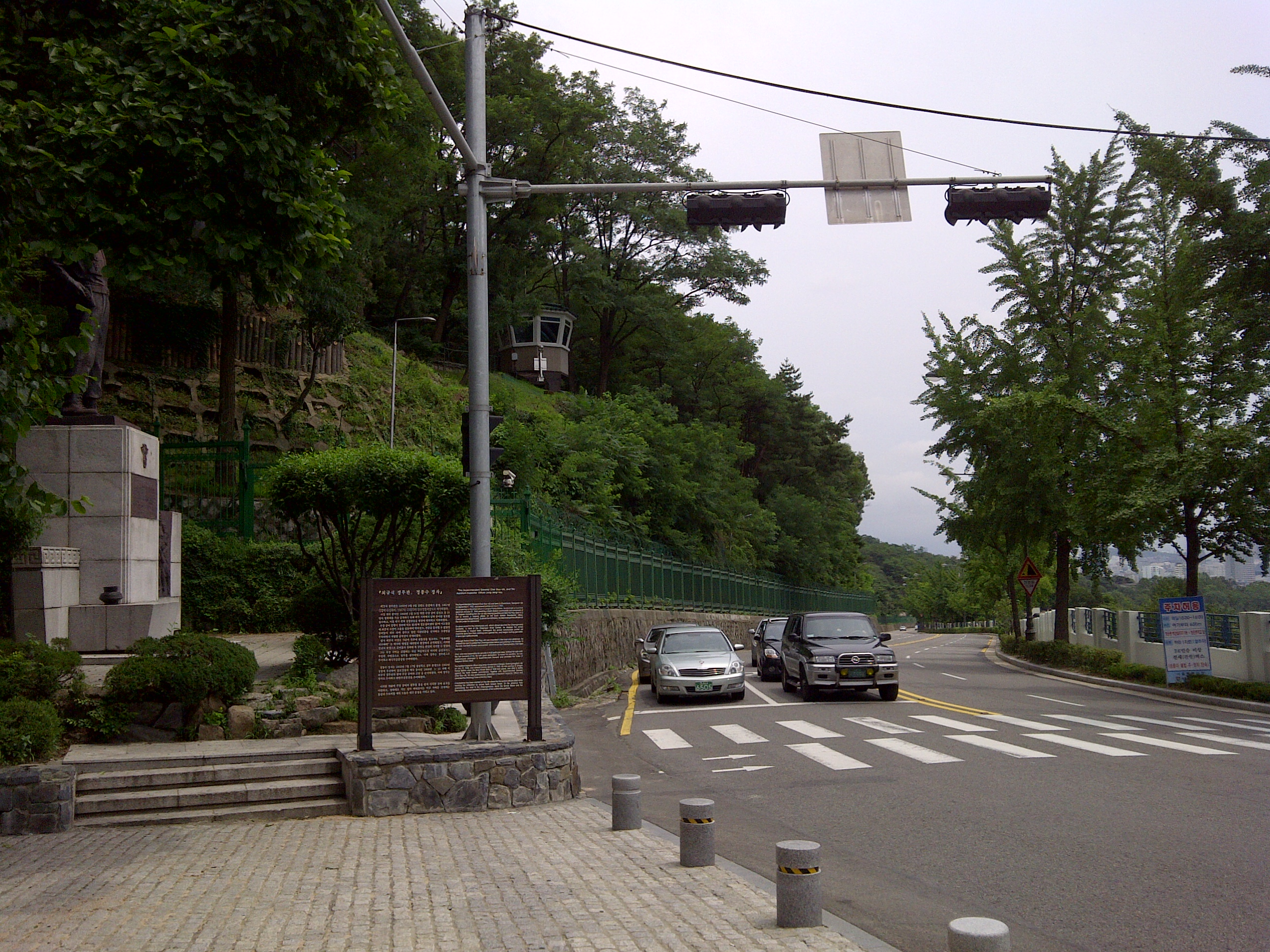
崔奎植像（鐘路警察署長）の建つ彰義門そばの峠道

## 備考
- 青瓦台襲撃未遂事件をきっかけとして、スパイの識別を目的とした住民登録証（姓名、住所、住民登録番号、指紋、発行日及び住民登録機関を記載し、顔写真を貼付）の発行と常時携帯義務の制度が運用された[6]。
- 当時のニュース映像「대한뉴스 제 659호-서울로 침투한 무장간첩 사살 및 북한의 만행（大韓ニュース第659号:ソウルに浸透した武装間諜と北韓の蛮行）」